# The Night Flier
The Night Flier är en amerikansk-italiensk skräckfilm från 1997 som regisserades av Mark Pavia.

## Handling
Två undersökande journalister för en skvallertidning reser omkring i USA och letar efter The Night Flier – en seriemördare som reser omkring i sitt eget privatplan och förföljer sina offer på olika flygplatser. En av journalisterna, Richard Dees, misstänker att The Night Flier är en vampyr.

## Om filmen
Filmen är baserad på en bok av Stephen King, som även var med och skrev filmens manus. Karaktären Richard Dees förekommer även i Kings bok Död zon.

## Rollista i urval
- Miguel Ferrer - Richard Dees
- Julie Entwisle - Katherine Blair
- Dan Monahan - Merton Morrison
- Michael H. Moss - Dwight Renfield
- John Bennes - Ezra Hannon
- Beverly Skinner - Selida McCamon
- Rob Wilds - Buck Kendall
- Richard K. Olsen - Claire Bowie